# Niepeltia acumenta
Niepeltia acumenta är en fjärilsart som beskrevs av Malcolm J. Scoble 1980. Niepeltia acumenta ingår i släktet Niepeltia och familjen dvärgmalar. Inga underarter finns listade i Catalogue of Life.